# Un guapo del 900 (película de 1960)
Un guapo del 900 es una película en blanco y negro de Argentina dirigida por Leopoldo Torre Nilsson sobre su propio guion escrito en colaboración con Samuel Eichelbaum según la obra de teatro homónima de este. Se estrenó el 17 de agosto de 1960 y tuvo como protagonistas a Alfredo Alcón, Arturo García Buhr, Élida Gay Palmer, Lydia Lamaison y Duilio Marzio.

## Sinopsis
El matón guardaespaldas de un político de principios del siglo XX, entre la influencia de su madre y la lealtad a su patrón.

## Otras versiones
Basadas en la misma obra teatral se filmaron Un guapo del 900 dirigida en 1952 por Lucas Demare, que quedó inconclusa, y Un guapo del 900 dirigida en 1971 por Lautaro Murúa.

## Reparto
- Alfredo Alcón	 ...	Ecuménico López
- Arturo García Buhr	 ...	Alejo Garay
- Élida Gay Palmer	 ...	Edelmira Carranza de Garay
- Lydia Lamaison	 ...	Doña Natividad
- Duilio Marzio	 ...	Clemente Ordóñez
- Susana Mayo
- Beto Gianola
- Eduardo Foglizzio
- Ovidio Fuentes
- Mario Rolla
- Walter Soubrié
- Oscar Matarrese
- Francisco Iribarren
- Alejandro Oster
- Pablo Rivera
- José Del Vecchio
- David Tonelli
- Ángel Vigo
- Luis Otero
- Jorge Villalba